# Daniel Müller
Daniel Müller   (Suïssa, 29 de maig de 1965) és un jugador de cúrling suís, ja retirat, que va competir a finals del segle XX.
El 1998 va guanyar la medalla d'or en la competició de cúrling als Jocs Olímpics d'Hivern de Nagano.